# Parlamento della Navarra
Il Parlamento della Navarra o Corti della Navarra (in basco e co-ufficialmente, Nafarroako Parlamentua, in spagnolo: Parlamento de Navarra) è l'organo legislativo della comunità autonoma della Navarra.

## Storia
Il Parlamento è stato creato dall'Amejoramiento del 1982, che dopo la democratizzazione delle istituzioni esistenti procedette all'aggiornamento del regime forale in conformità con la Costituzione del 1978.
Dalla sua creazione e durante il regime di Franco, la Deputazione provinciale della Navarra ha continuato a esistere come definito nella legge di modifica del foro del 1841, ed era composto da sette deputati, scelti dal Merindad. Dal 1898, ci sono stati organi consultivi in materia finanziaria e di amministrazione comunale come il Consiglio forale.  A partire dal 1977, varie forze politiche, proposero la democratizzazione delle istituzioni forali, come prerequisito per l'aggiornamento del regime forale, e fu presa in considerazione l'elezione democratica di un Consiglio forale che avrebbe avuto funzioni di controllo sulla Deputazione. Nel 1978 l'UCD propose di integrare il forum forale di 119 consiglieri, 50 eletti a suffragio universale e 60 dai municipi, ai quali si sarebbero aggiunti cinque deputati al Congresso e quattro senatori scelti nella Navarra, la proposta infine non fu accettata. Nel 1979 il Consiglio forale fu sostituito da un Parlamento forale composto da 70 membri eletti a suffragio universale e nelle stesse elezioni fu nominata la nuova Deputazione provinciale.
Infine l'amejoramiento, nel suo articolo 10, stabilisce il Parlamento o le Corti della Navarra come l'organo legislativo della Comunità e definisce le sue modalità di elezione e il suo funzionamento negli articoli da 11 a 22. I suoi membri sono eletti a suffragio universale, per un periodo di quattro anni e non devono essere inferiori a 40 né superiori a 60 (attualmente sono 50). I parlamentari hanno immunità per i voti e le opinioni espresse nell'esercizio delle loro funzioni.

## Funzioni
Le sue funzioni includono:
- Rappresentare il popolo della Navarra.
- Esercitare il potere legislativo.
- Approvare i budget e i conti della Navarra.
- Scegliere il presidente del governo della Navarra
- Approvare e controllare l'azione del Governo della Navarra.
- Nominare i senatori autonomi.
- Nominare il Mediatore e il presidente della Camera dei conti.
- Può esercitare l'iniziativa prevista dalla quarta disposizione transitoria della Costituzione spagnola del 1978.[3]
- Può esercitare l'iniziativa per la separazione della comunità autonoma in cui sarebbe incorporata la Navarra.

## Sede
Dal 2002, la sede del Parlamento è situata nell'edificio restaurato dell'ex Audiencia (palazzo di giustizia), nel paseo di Sarasate del Primer Ensanche. In precedenza era situato nel Palazzo della delegazione provinciale della Navarra situato di fronte.
L'unico edificio ufficiale costruito nel Ensanche Primer, i suoi primi piani furono elaborati da Ángel Goicoechea nel 1888, ma i lavori furono eseguiti dall'architetto municipale Julian Arteaga e completati nel 1892. È presentato in una forma quadrangolare irregolare con quattro ali che circondano un cortile centrale, le facciate presentano una combinazione di mattoni rossi e pietra Tafalla color ocra e hanno tre piani con grandi vetrate. Il corpo principale si avvicina al classicismo con l'uso esclusivo della pietra, mentre le altre facciate sono vicine all'eclettismo.
Prima del 1996, l'edificio era il tribunale della città. La riqualificazione è stata completata nel 2002 da Juan Miguel Otxotorena, Mariano González Presencio, Javier Pérez Herreras e José Vicente Valdenebro. Consiste nel preservare le facciate esterne e l'edificio esistente trasformando i volumi interni.
Gli uffici, le sale riunioni e i servizi occupano il perimetro dell'edificio, mentre l'atrio e la sala del dibattito del Parlamento occupano il cortile centrale a forma di trapezio. L'atrio d'ingresso è coperto da un tetto di vetro quasi orizzontale che gli conferisce molta luce. Le facciate interne sono tutte attraversate da corridoi esterni interamente vetrati che danno un aspetto di modernità in contrasto con le facciate esterne.

## Presidenti
| Legislatura | Presidente                 | Partito | Partito | Elezione                                                 | Inizio         | Fine           |
| ----------- | -------------------------- | ------- | ------- | -------------------------------------------------------- | -------------- | -------------- |
| I           | Balbino Bados Artiz        |         | UPN     | 1º turno: 21 voti 2º turno : 21 voti                     | 8 giugno 1983  | 4 luglio 1987  |
| II          | Javier Gómara Granada      |         | UPN     | 1º turno : 20 voti 2º turno : 19 voti 3º turno : 19 voti | 4 luglio 1987  | 24 giugno 1991 |
| III         | Javier Otano Cid           |         | PSOE    | 1º turno : 24 voti 2º turno : 24 voti                    | 24 giugno 1991 | 26 giugno 1995 |
| IV          | María Dolores Eguren       |         | PSOE    | 1º turno: 23 voti 2º turno : 23 voti                     | 26 giugno 1995 | 2 luglio 1999  |
| V           | José Luis Castejón Garrués |         | PSOE    | 1º turno : 36 voti                                       | 2 luglio 1999  | 18 giugno 2003 |
| VI          | Rafael Gurrea Induráin     |         | UPN     | 1º turno : 28 voti                                       | 18 giugno 2003 | 20 giugno 2007 |
| VII         | Elena Torres Miranda       |         | PSOE    | 1º turno : 36 voti                                       | 20 giugno 2007 | 15 giugno 2011 |
| VIII        | Alberto Catalán Higueras   |         | UPN     | 1º turno : 32 voti                                       | 15 giugno 2011 | 17 giugno 2015 |
| IX          | Ainhoa Aznárez             |         | Podemos | 1º turno : 26 voti                                       | 17 giugno 2015 | 19 giugno 2019 |
| X           | Unai Hualde                |         | GB      | 1º turno : 16 voti 2 turno : 30 voti                     | 19 giugno 2019 | in carica      |
| XI          | Unai Hualde                |         | GB      | 1º turno : 16 voti 2 turno : 30 voti                     | 19 giugno 2019 | in carica      |